# Edasjön
Edasjön är en sjö i Knivsta kommun i Uppland och ingår i Norrströms huvudavrinningsområde. Sjön är 4,8 meter djup, har en yta på 0,187 kvadratkilometer och är belägen 17,7 meter över havet. Vid provfiske har bland annat abborre, björkna, braxen och gers fångats i sjön.

## Delavrinningsområde
Edasjön ingår i det delavrinningsområde (663310-161770) som SMHI kallar för Inloppet i Norrsjön. Medelhöjden är 37 meter över havet och ytan är 6,4 kvadratkilometer. Det finns inga avrinningsområden uppströms utan avrinningsområdet är högsta punkten. Vattendraget som avvattnar avrinningsområdet har biflödesordning 4, vilket innebär att vattnet flödar genom totalt 4 vattendrag innan det når havet efter 107 kilometer. Avrinningsområdet består mestadels av skog (86 procent). Avrinningsområdet har 0,73 kvadratkilometer vattenytor vilket ger det en sjöprocent på 7,3 procent.

## Fisk
Vid provfiske har följande fisk fångats i sjön:
- Abborre
- Björkna
- Braxen
- Gärs
- Gädda
- Löja
- Mört
- Sarv